# Douglas Kertland
Douglas Edwin Kertland (Toronto, 23 novembre 1887 – 4 marzo 1982) è stato un canottiere canadese.
Ha vinto la medaglia di bronzo olimpica nel canottaggio alle Olimpiadi 1908 tenutesi a Londra, nella gara di Otto maschile con Irvine Robertson, Joe Wright, Sr., Walter Lewis, Gordon Balfour, Becher Gale, Charles Riddy, Geoffrey Taylor, Julius Thomson, a pari merito con la squadra britannica.